# Trinitat Torné i Pujol
Trinitat Torné i Pujol   (Sarrià, 28 de setembre de 1879 - Barcelona, 7 de gener de 1945)va ser un corredor de finques i pintor català.
Documentat a Barcelona a finals dels anys vint i principi de la dècada de 1930. Va mostrar la seva obra tant en exposicions individuals com col·lectives com a mínim entre els anys 1928 i 1935.
La primera exposició que s’ha pogut documentar és la que va fer a les Galeries Dalmau el maig de 1928. Un any més tar va presentar dos paisatges a les Galeries Laietanes, titulades Ribes de Pierola i El llac de Vallvidrera.
L’any 1930 sembla que va ser el més prolífic. Al gener va exposar a la Galeria Herma de Barcelona i a la primavera va prendre part en la Primera exposició sarrianenca «Les Arts i els Artistes» que es va fer al Centre Excursionista Els Blaus de Sarrià. Entre les 132 obres que s’hi van poder veure, n’hi havia també de les pintores Ramona Planas Castells i Germaine Rebours. A finals d’any consta entre els participants del concurs-exposició Barcelona vista pels seus artistes organitzat pel Reial Cercle Artístic de Sant Lluc al Palau de les Arts Decoratives, així com també entre els de la segona edició que se’n va fer al març de l’any següent. L’any 1931 va participar de nou en un concurs de pintura organitzat per la mateixa entitat i mostrat al mateix palau, aquesta vegada sota el títol Montserrat vist pels pintors catalans.
La darrera notícia que fins avui ha arribat relativa a la seva activitat artística és l'exposició individual que l’abril de 1935 va presentar a les Galeries Laietanes.
Trinitat Torné també es va dedicar a la compra-venda de finques i tenia l’oficina al seu domicili de la plaça Prat de la Riba de Sarrià.